# Verweile, Wanderer
Verweile, Wanderer ist ein Hörspiel von Günter Eich, das am Sonntag, dem 18. November 1951 – nach heutigem Überkommen der Volkstrauertag – vom SDR unter der Regie von Paul Land gesendet wurde.

## Inhalt
In diesem Memento mori wird vier Toter gedacht. Während des Lesens einer jeden der vier Grabinschriften wird der verweilende Wanderer zum Gebet und zur Besinnung gemahnt.
Die Bäuerin Lena – eigentlich Magdalena Maria Josefa Brenninger (* 14. März 1800; † 5. August 1875) – weiß wohl, dass ihr gleichaltriger geliebter Ehemann Christian am 10. Juli 1855 in Singapur gestorben sein muss. Ein Herumtreiber war er gewesen, der überall und nirgends sein Glück machen wollte. Vergeblich! Nun, kurz vor ihrem Tode, wähnt Lena, der Geliebte käme nach dreißig Jahren Abwesenheit und nähme sie mit in die weite Welt hinaus. Lena, die mit ihrem nicht anwesenden Manne Zwiesprache hält, ist mit jeder seiner Verfügungen von vornherein einverstanden. Nur mit dem Liebsten zusammen sein möchte sie – weiter nichts. So will sie Haus, Hof und Kinder an Christians Seite verlassen.
Ein Fremder ist im Gasthof am 12. Juni 1831 verstorben, nachdem ihn unterwegs der Schlag gerührt hatte. Aus der Hinterlassenschaft des alleinstehenden begüterten Reisenden konnte die dankbare Gemeinde das Kirchendach reparieren und eine Schule erbauen lassen. Nach Ankunft der Extrapost war der Arzt zu dem Fremden gerufen worden. Der Mediziner hatte keine Hoffnung für den Sterbenden gehabt. Drei Tagesreisen von zu Hause entfernt, fühlt sich der Fremde in dem Gasthofsbett alleingelassen. Dabei wartet zu Hause keiner auf ihn. So will er sich Nächstenliebe von der Magd und vom Hausknecht erkaufen. Der Reiche wird von den zwei Armen abgewiesen. Die Magd will für den Sterbenden aber beten.
Die Jungfer Hilde Hohmann (* 5. Januar 1820; † 19. Oktober 1851) hatte kein Glück im Leben. Die alleinstehende Inhaberin eines bescheidenen Gemischtwarenladens sehnt sich nach ihrem Prinzen. Der kommt nicht. Aber Franz – eines Raubüberfalls wegen vor kurzem noch im Gefängnis gesessen – spielt den neuen Kunden, schleicht sich bei Hilde ein und bringt sie ihres vermeintlichen Geldes wegen um.
Der Komponist Ferdinand Brunn (* 5. September 1824; † 18. Juli 1887) hat sich von der Frau Sabine, den Kindern Christoph und Thea sowie der Welt zurückgezogen. Unter dem falschen Namen Herr Martin lebt der unglückliche Musiker verarmt im alten Torfhaus, ein wenig abseits von einem einsamen Bauerndorf. Der Komponist ist – jahrzehntelang schon – auf der Suche nach jener Musik, „die kein Menschenmund singen kann,..., die auf keiner Saite erklingt, die keine Taste und kein Griff erreicht“. Der Kapellmeister, der die mittelmäßigen Werke Herrn Martins kennt, dringt als Einziger nach vierzig Jahren zum verborgenen Torfhaus vor. Der ungebetene Besucher fordert den Musiker auf, alle schlechten Notenhandschriften ins Feuer zu werfen. Das Lebenswerk – Stöße Papiers – brennt wie Zunder. Das Feuer greift auf das Torfhaus über. Herr Martin kommt in den Flammen um. Zuvor hatte der Musiker in dem Besucher seinen Engel vermutet. Der Besucher hatte das bestätigt und relativiert, er inkarniere auch noch Leben und Tod des Einsiedlers. Ein Blatt mit wenigen Takten darauf war geblieben: das „Lied ohne Worte“. Herr Martin hatte gehofft, wenigstens das eine Blatt werde von ihm übrigbleiben. Der Besucher muss ihn enttäuschen: Vielleicht wird die Melodie auf dem Blatt einst einem andern zufliegen und also unter fremden Namen weitergegeben werden. Einen Trost hatte Herr Martin im Sterben gehabt. Güte hatte aus den Augen des Engels gestrahlt, der ihn in den Tod geführt hatte.

## Produktionen
- 18. November 1951, SDR, Regie: Paul Land. Es sprachen Elsa Pfeiffer die Lena, Walter Kottenkamp den Christian, Hans Mahnke den fremden Gast, Marianne Simon die Magd, Max Weber den Hausknecht, Edith Heerdegen die Hilde Hohmann, Harald Baender den Raubmörder Franz, Theodor Loos den Musiker Martin und Kurt Haars den Besucher.
- 2. November 1954, SWF
- 23. Oktober 1965, ORF Tirol.[5]

## Rezeption
- Wagner gibt eine Vorankündigung des Hörstücks aus dem Funkkurier für die Woche der Ursendung wieder. Darin heißt es: „Wie der Tod so im Verhalten des Menschen sich darstellt und selbst zu einer Offenbarung des Lebens wird,... wobei der Tod selbst... eine unausgesprochene Erscheinung bleibt, eine negative Gebärde...des Lebens...“[6] Des Weiteren weist Wagner auf die Besprechung „Lebensillusion und Wirklichkeit“ im „Evangelischen Pressedienst/Kirche und Rundfunk“ vom 3. Dezember 1951 hin.[7]
- Piontek, der in seinem Beitrag das umfängliche Hörspielwerk Günter Eichs durchweg in hohen Tönen lobt, moniert – in Watte verpackt: Der Autor habe dem Stück „nicht die“ sonst doch vorherrschende „Dringlichkeit“[8] verliehen.

### Verwendete Ausgabe
- Günter Eich: Verweile, Wanderer (1951). S. 553–581 in: Karl Karst (Hrsg.): Günter Eich. Die Hörspiele I. in: Gesammelte Werke in vier Bänden. Revidierte Ausgabe. Band II. Suhrkamp, Frankfurt am Main 1991, ohne ISBN

### Sekundärliteratur
- Heinz Piontek: Anruf und Verzauberung. Das Hörspielwerk Günter Eichs. (1955) S. 112–122 in Susanne Müller-Hanpft (Hrsg.): Über Günter Eich. Suhrkamp, Frankfurt am Main 1970 (edition suhrkamp 402), 158 Seiten, ohne ISBN
- Hans-Ulrich Wagner: Günter Eich und der Rundfunk. Essay und Dokumentation. Verlag für Berlin-Brandenburg, Potsdam 1999, ISBN 3-932981-46-4 (Veröffentlichungen des Deutschen Rundfunkarchivs; Bd. 27)